# SŽD-Baureihe ТУ6Д
Die Schienenfahrzeuge der Baureihe ТУ6Д (deutsche Transkription TU6D) der Sowjetischen Eisenbahnen (SŽD) sind schmalspurige mit einer Güterplattform und einem hydraulischen Kran ausgerüstete Diesel-Rottenkraftwagen (Draisinen), die als Variante der SŽD-Baureihe ТУ6А entstanden.

## Geschichte
Die Produktion des Rottenkraftwagens begann 1978 in der Maschinenfabrik Kambarka. Er ist eine Variante der SŽD-Baureihe ТУ6А. Der Rottenkraftwagen unterschied sich von der Lokomotive ТУ6A durch eine Güterplattform und einen hydraulischen Kran. Der Index Д in seiner Bezeichnung ist keine Abkürzung und die Rottenkraftwagen wurden unabhängig von der Diesellokomotive ТУ6A nummeriert. So existiert von der ТУ6A und der ТУ6Д jeweils eine Inventarnummer 0001.

## Technische Ausrüstung
Der Rottenkraftwagen wird von einem Dieselmotor mit mechanischer Kraftübertragung angetrieben. Er ist für die Ausführung von Wartungs-, Kran- und Rangierarbeiten auf Schmalspurbahnen mit einer Spurweite von 750 mm vorgesehen. Die Kabine des Lokführers ist wärmeisoliert und übersichtlich, für die Heizung ist ein eigenständiger Heizapparat vorgesehen. Der Rottenkraftwagen wurde mit einer für Schmalspurbahnen üblichen Zug- und Stoßvorrichtung versehen, er konnte aber auch mit einer automatischen Mittelpufferkupplung ausgerüstet werden.
Der Rottenkraftwagen hat den Antriebsstrang der Diesellokomotiven ТУ6А mit leicht modifizierten Konstruktionsdetails erhalten. Weil auf dem Zwischenboden der Kabine, im mittleren Teil des Fahrzeugs hinter dem Führerstand fünf Sitze für Fahrgäste sowie eine Ladefläche angeordnet sind, wurden das Hauptluftreservoir, der Kraftstofftank mit kleinerer Kapazität als bei der ТУ6А und der Hydrauliktank unter die Haube verlegt. Das Fahrzeug ist mit einem hydraulischen Kran mit der Hubkraft von 1 Tonne und einer maximalen Reichweite von 5 Metern ausgestattet. Der Kran konnte vom Führerstand oder über eine Fernbedienung gesteuert werden.

## Bilder

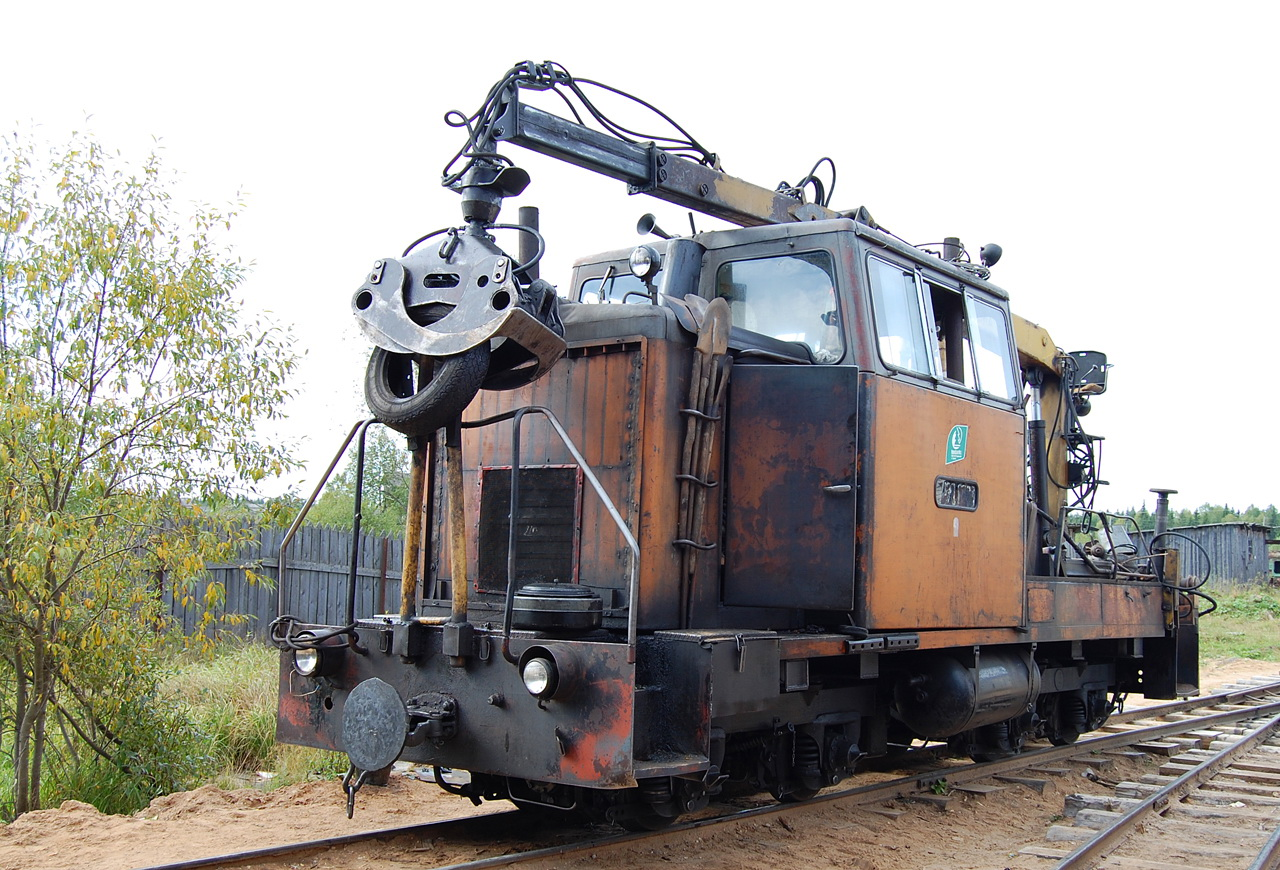
ТУ6Д Nr. 0336
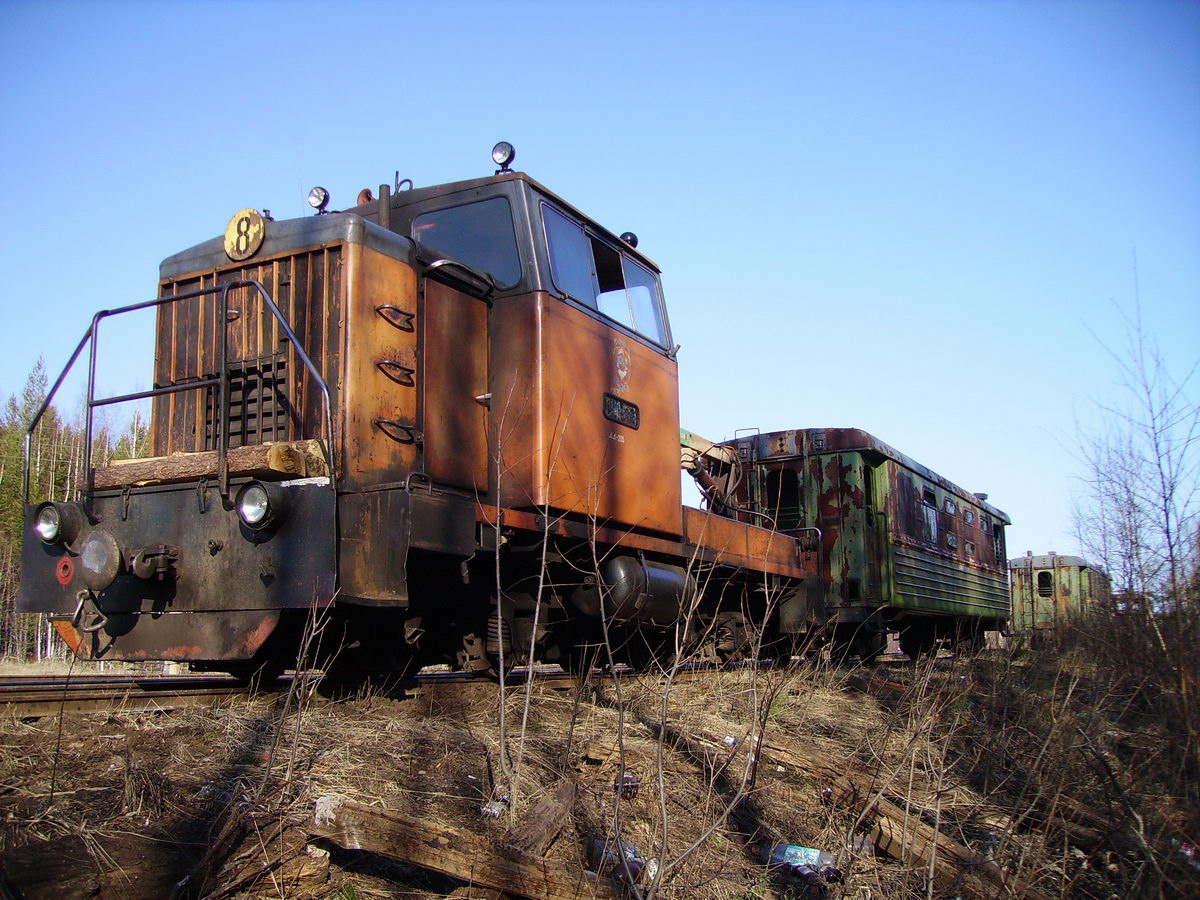
Torfbahn Dymnoje
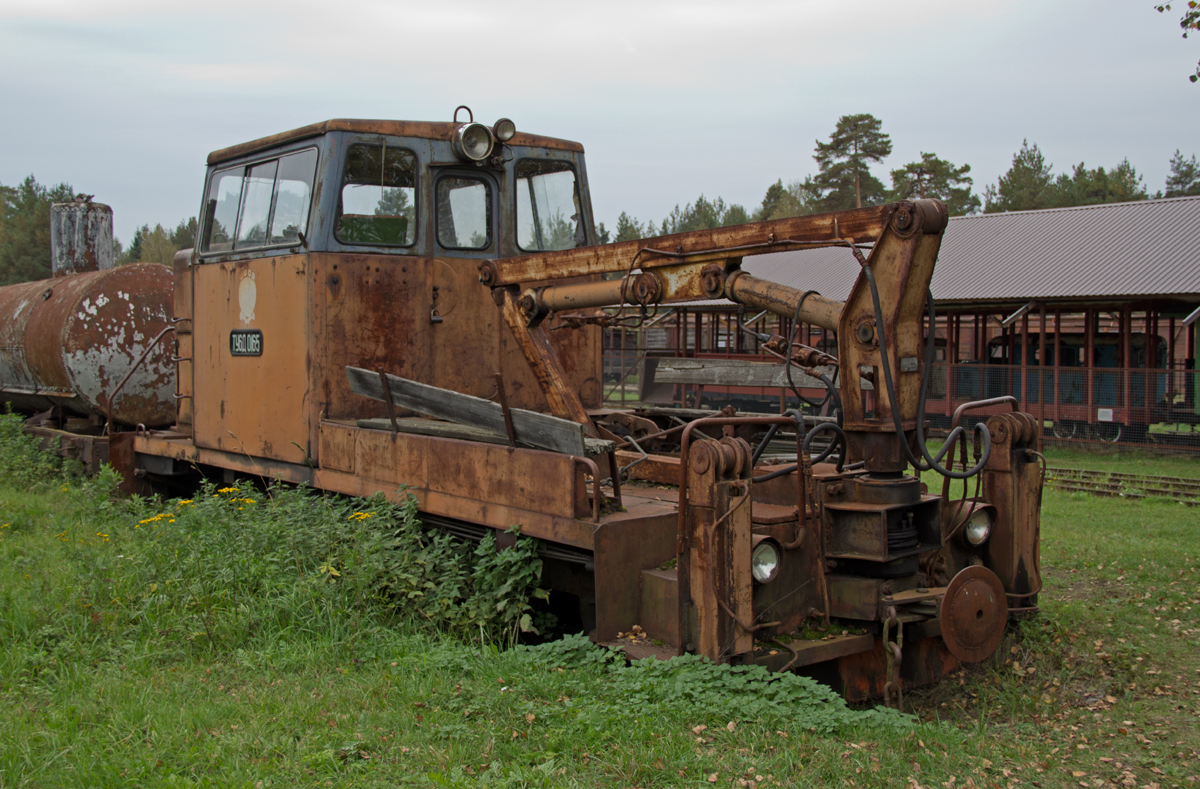
Eisenbahnmuseum Pereslawl-Salesski
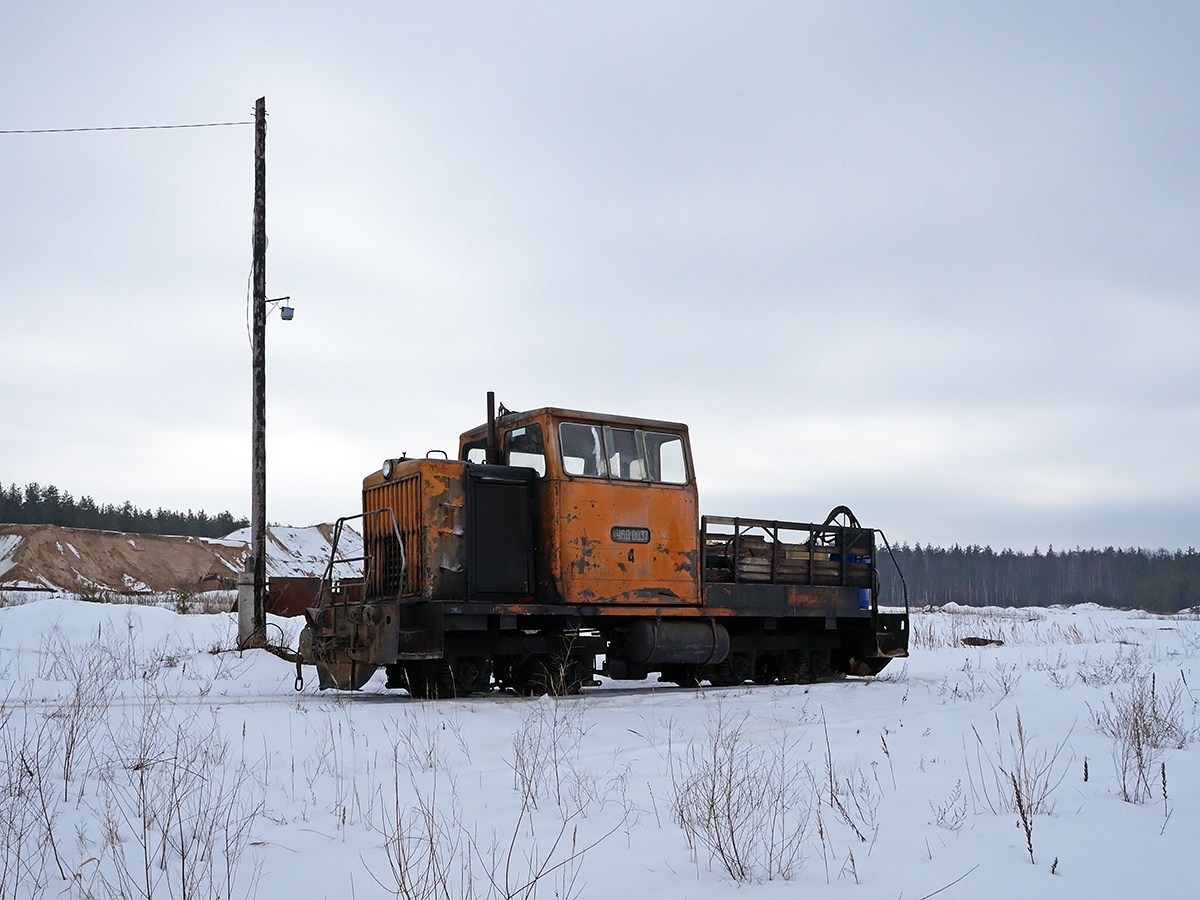
ТУ6Д Nr. 0037